# Colette Sirat
Colette Sirat (geb. Salamon; * 11. Februar 1934) ist eine französische Philosophiehistorikerin, Judaistin, Mediävistin und Paläographin. Sie forscht zu hebräischen Manuskripten des Mittelalters und zu mittelalterlicher jüdischer Philosophie.

## Leben
Sirat ist die Tochter von Abraham und Laura Salamon, die aus der Tschechoslowakei bzw. Siebenbürgen nach Paris immigriert waren. Sie studierte an der philosophischen Fakultät der Universität Toulouse, schloss 1962 das Diplom der École pratique des hautes études (EPHE) ab und wurde im Jahr darauf in Philosophiegeschichte promoviert. Von 1956 bis 1963 war sie als wissenschaftliche Mitarbeiterin am Centre national de la recherche scientifique (CNRS) tätig. Seit 1969 war sie Directeur d’études in der historisch-philologischen (IV.) Sektion der École pratique des hautes études, wo sie bis zu ihrer Emeritierung den Lehrstuhl für mittelalterliche hebräische Paläographie innehatte. Daneben lehrte sie von 1970 bis 1975 als Professorin an der Ben-Gurion-Universität im Negev.
Sie heiratete 1951 den Rabbiner René Sirat (später Großrabbiner von Frankreich), mit dem sie drei Kinder bekam und von dem sie sich 1973 scheiden ließ.

## Schriften (Auswahl)
- Ecriture et civilisations. Paris 1976, ISBN 2-222-01944-3.
- Les papyrus en caractères hébraïques trouvés en Égypte. Paris 1985, ISBN 2-222-03457-4.
- A history of jewish philosophy in the middle ages. Cambridge 1995, ISBN 0-521-39727-8.
- Du scribe au livre. Les manuscrits hébreux au Moyen Age. Paris 2002, ISBN 2-271-05156-8.